# Anchorman: The Legend of Ron Burgundy
Anchorman: The Legend of Ron Burgundy (El reportero: la leyenda de Ron Burgundy en España e Hispanoamérica), es una película cómica estadounidense de 2004 dirigida por Adam McKay, escrita por este último y Will Ferrell, producida por Judd Apatow y protagonizada por Ferrell y Christina Applegate.

## Argumento
Ron Burgundy (Will Ferrell) es un prestigioso presentador de telediario de San Diego en la década de 1970, cuando la mayoría de la gente se creía lo que se decía por televisión. Ron piensa que las mujeres pueden tener un sitio en la redacción siempre que se limiten a la cobertura de desfiles de modelos o las últimas novedades culinarias. Por eso, cuando es informado de que va a trabajar con una joven y brillante periodista llamada Veronica (Christina Applegate), que es lo suficientemente inteligente como para no ser un mero florero, Ron comienza a temer un poco.  
Cuando el jefe (Fred Willard) presenta a Veronica, todos los hombres se sienten incómodos con la presencia de la periodista, incluidos los compañeros de Ron, Brick (Steve Carrell) y Brian (Paul Rudd). Por ello cuando empiecen a trabajar juntos codo con codo y Ron sepa que el sueño de Veronica es convertirse en la primera reportera se iniciará una guerra entre ambos, que nadie sabe quién ganará.

## Reparto
- Will Ferrell como Ron Burgundy
- Christina Applegate como Veronica Corningstone
- Paul Rudd como Brian Fantana
- Steve Carell como Brick Tamland
- David Koechner como Champion "Champ" Kind
- Chris Parnell como Garth Holliday
- Kathryn Hahn como Helen
- Fred Armisen como Tino
- Fred Willard como Edward "Ed" Harken
- Vince Vaughn como Wes Mantooth
- Laura Kightlinger como Donna
- Danny Trejo como un bartender
- Jack Black como un motociclista
- Judd Apatow como un empleado de News Station
- Paul F. Tompkins como anfitrión del desfile de moda de gato
- Jay Johnston como un miembro de Eyewitness News Team
- Adam McKay como un conserje
- Tim Robbins como el presentador de noticias públicas
- Luke Wilson como Frank Vitchard
- Ben Stiller como Arturo Mendez
- Missi Pyle como guardiana del zoológico
- Seth Rogen como Scotty
- Bill Kurtis como el narrador

El filme además cuenta con numerosos cameos de actores sin acreditar, como Vince Vaughn, Jack Black, Luke Wilson, Tim Robbins, Danny Trejo, Ben Stiller, este último a pesar de aparecer brevemente en pantalla obtuvo una candidatura al Razzie al peor actor.

## Reparto de doblaje
| Personaje               | Actor original      | Actor de doblaje     |
| ----------------------- | ------------------- | -------------------- |
| Ron Burgundy            | Will Ferrell        | Germán Fabregat      |
| Veronica Cornington     | Christina Applegate | Yotzmit Ramírez      |
| Brian Fantana           | Paul Rudd           | René García          |
| Champion "Champ" Kind   | David Koechner      | Ricardo Hill         |
| Brick Tamiand           | Steve Carell        | Juan Antonio Edwards |
| Ed Harken               | Fred Willard        | Paco Mauri           |
| Garth Holliday          | Chris Parnell       | Herman López         |
| Wes Mantooth            | Vince Vaughn        | Mario Arvizu         |
| Arturo Mendes           | Ben Stiller         | Javier Rivero        |
| Frank Vitchard          | Luke Wilson         | Jorge García         |
| Helen                   | Kathryn Hahn        | Simone Brook         |
| Tino                    | Fred Armisen        | Esteban Desco        |
| Television Public       | Tim Robbins         | José Luis Orozco     |
| Camarógrafo             | Seth Rogen          | Carlos E. Bonilla    |
| Motociclista            | Jack Black          | Ricardo Mendoza      |
| Cantinero               | Danny Trejo         | Sebastián Llapur     |
| MC                      | Paul F. Tompkins    | Pepe Toño Macías     |
| Baxter el perro         | N/D                 | Pepe Toño Macías     |
| Insertos                | N/D                 | Daniel Cubillo       |
| Presentación / Narrador | Bill Lawson         | Enrique Perera       |

### Voces adicionales
- Mariel Salazar
- Alejandra de la Rosa
- Diego A. Nieves
- Chris Smith
- Jorge Ornelas
- Jorge Santos
- Leandro Martínez
- Mildred Barrera
- Rosanelda Aguirre
- Tere Ibarrola

## Recepción crítica y comercial
Según eñ sitio web agregador de reseñas Rotten Tomatoes obtuvo un 66 % de reseñas positivas, llegando a la siguiente conclusión: "Es una argumento gracioso, la película es amigable y, en ocasiones, está inspirada". Según Metacritic obtuvo reseñas positivas, con un puntaje de 63, basado en 38 comentarios de los cuales 20 son positivos.
Destacar el comentario del crítico cinematográfico Tony Toscano: 

Las buenas noticias son que el film es fresco, imaginativo y divertido.
Tony Toscano.

Recaudó 85 millones de dólares en Estados Unidos. Sumando las recaudaciones internacionales la cifra asciende a 90 millones. El presupuesto invertido en la producción fue de 26 millones.

## Localizaciones
Anchorman: The Legend of Ron Burgundy se rodó entre el 7 de julio y septiembre de 2003 en diversas locaciones de Estados Unidos destacando ciudades como Los Ángeles, San Diego o Long Beach, todas ellas en el estado de California.

## DVD
Anchorman: The Legend of Ron Burgundy salió a la venta el 28 de diciembre de 2004 en Estados Unidos, en formato DVD. El disco contiene menús interactivos, acceso directo a escenas, subtítulos y audio en múltiples idiomas, comentarios de Adam McKay y Will Ferrell, making of, tomas falsas, escenas eliminadas, biografía de Ron Burgundy, tráileres y el video musical de "Afternoon Delight".

## Anchorman 2
En diciembre de 2013 se estrenó una secuela de esta película con el título Anchorman 2: The Legend Continues.